# Indústria do calçado
A indústria do calçado é a atividade industrial envolvida na fabricação de calçado, como sapatos, sandálias, chinelos, tênis, botas, galochas e outros.
O fabrico industrial de calçado teria surgido no século XVII, no Reino Unido, com um fornecimento de calçado ao exército daquele país. A mecanização desta atividade terá surgido no século XIX, como consequência da revolução industrial.

## Produção Mundial
| 1. | China     | 11.110 |
| 2. | Índia     | 2.790  |
| 3. | Vietname  | 971    |
| 4. | Brasil    | 899    |
| 5. | Indonésia |        |
|    | Mundo     | 21.400 |

Fonte: ABICALÇADOS.
| 1. | China          | 3.200  |
| 2. | Índia          | 2.680  |
| 3. | Estados Unidos | 2.340  |
| 4. | Brasil         | 796    |
|    | Mundo          | 19.600 |

Fonte: ABICALÇADOS.
| 1. | China     | 8.000 |
| 2. | Vietname  | 654   |
| 3. | Indonésia | 387   |
| 4. | Alemanha  | 252   |
| 11 | Brasil    | 126   |

Fonte: ABICALÇADOS.

## Indústria do calçado em Portugal
Em 2013, Portugal exporta 71 milhões de pares de sapatos por ano.
Portugal tem uma enorme indústria de calçado, de alta qualidade. Várias marcas de qualidade internacionais utilizaram (e continuam a usar) as fábricas de calçado portuguesas para fazer os seus sapatos, melhorando a capacidade técnica dos industriais. Nos últimos anos, verificou-se um acentuado crescimento das marcas e design próprio, apoiado também pela iniciativa particular e pelo Estado, com a criação de centros de design e centros tecnológicos, levando a fabricação e qualidade dos sapatos portugueses a patamares superiores.
A indústria de calçado em Portugal, está concentrada principalmente no norte do país, sendo a mais importante em São João da Madeira, seguida de Santa Maria da Feira, Oliveira de Azeméis, Guimarães e Felgueiras, distritos de Aveiro, Braga e do Porto. Nestes concelhos, as industriais têm apostado, sobretudo na inovação e na qualidade dos seus produtos. Com o aparecimento de outros países a fabricarem calçado (China, Índia e outros), a industria Felgueirense "abanou" um bocado mas, fruto do esforço dos fabricantes e dos seus colaboradores e também devido à alta qualidade do produto, conseguiu-se amenizar esse "abanão" que a industria levou neste concelho de Portugal. Felgueiras representa 35% da indústria do calçado em Portugal, segundo estatística de 2012, seguido de Santa Maria da Feira e Oliveira de Azeméis.

### Principais Associações sectoriais
- Associação Portuguesa dos Industriais de Calçado, Componentes, Artigos de Pele e seus Sucedâneos. APICCAPS  www.apiccaps.pt
- Centro Tecnológico do Calçado.
- Centro Formação Profissional da Indústria de Calçado. www.cfpic.pt
- Associação Portuguesa dos Industriais de Curtumes. www.apic.com.pt

### A indústria do calçado e o Sector das TIs
Para além de ser uma indústria tradicional, o calçado em Portugal é fortemente vocacionado para o mercado externo, e como tal a análise da sua competitividade passa por um conjunto de factores, que pretendem de uma forma, ainda que restrita, responder a questões como a capacidade de antecipação de novas gerações de produtos, o pioneirismo tecnológico, a capacidade de concorrer pela qualidade, as estratégias dos nossos principais parceiros comerciais e as consequentes alterações geográficas do mercado mundial.
Assim as empresas do sector do calçado que tenham uma visão global do processo de implementação de tecnologias de informação por parte de empresas de TI, tendem cada vez mais a efectuar investimentos neste sector, procurando assim um melhor desempenho em relação aos concorrentes. Uma empresa após ter passado por um processo de informatização desenvolvido por empresas TI, pode considerar que obteve vantagens imediatas em eficiência e eficácia, ou seja, uma maior competitividade que resulta no aumento da sua rentabilidade.
Assim temos como vantagens imediatas:
Uma melhoria da qualidade das informações para tomada de decisão;
A automatização de tarefas rotineiras;
Um melhor controlo interno das operações;
Um melhor atendimento ao cliente;
Um aumento da capacidade de reconhecer problemas mais cedo;
Uma clara ajuda ao processo de tomada de decisões com a possibilidade da utilização de software que permite testar antes de colocar em prática;
Um claro melhoramento no processo produtivo
Aumento da produtividade e competitividade.

### Tendências de distribuição do calçado
Muitas empresas portuguesas estão apostar na afirmação de sua identidade através de marcas fortes e um maior controlo sobre a cadeia de valor.
Novas formas de distribuição foram rompendo com os padrões tradicionais de localização e organização espacial do comércio. Os princípios de centralidade e proximidade que há anos tem organizado espacialmente o negócio, levaram à acessibilidade e facilidade de circulação.
Como a tendência geral é de se concentrar em lojas especializadas e nos supermercados, onde podemos encontrar grande variedade de marcas e preços competitivos.
Em suma, como tem acontecido na maioria dos países desenvolvidos, as pequenas lojas tradicionais tendem a desaparecer, dando lugar a grandes áreas, tais como shopping centers, grandes lojas especializadas, lojas de departamento e assim por diante.

### Internacionalização
As empresas foram, gradualmente, tomando consciência das vantagens da internacionalização ao nível do acesso a novos mercados/recursos, passando a não se assumir como meras unidades de produção e a valorizar, simultaneamente, as funções estratégia, marketing, investigação e desenvolvimento, inovação, recursos humanos, finanças e logística, desenvolvendo capacidades especializadas em servir segmentos bem definidos. Com efeito, as empresas descobriram que a internacionalização permite potenciar a competitividade sustentada das empresas por duas vias:
1. Acesso a novos mercados: crescimento, diversificação geográfica, obtenção de margens comerciais acrescidas, aproveitamento de vantagens competitivas / oportunidades de negócio, avanço na cadeia de valor do produto, imitação da estratégia de internacionalização dos clientes, obtenção de economias de escala;
2. Acesso a recursos: minimização dos custos e procura de factores produtivos (matéria-prima, tecnologia, capital) de que as empresas não dispõem no mercado nacional em condições tão vantajosas.

### Benchmarking
A APICCAPS, principal associação do sector da produção do calçado, e o IAPMEI estão actualmente a desenvolver uma parceria, no sentido de utilizarem a ferramenta do Benchmarking em benefício dos associados da primeira.
No entanto, já antes foi abordado este tema em benefício dos produtores de calçado portugueses, envolvendo três entidades: APICCAPS, IAPMEI e a Agência de Inovação.
Ao todo, das 10 acções de Benchmarking promovidas (estiveram envolvidas 124 empresas) pelos centros tecnológicos ao abrigo de um projecto de apoio à inovação tecnológica das PME desenvolvido pelo IAPMEI, o CTC concretizou 3 acções distintas, envolvendo 34 empresas. Parece, assim, consensual que o Benchmarking vai ganhando adeptos entre os empresários de calçado, afigurando-se como o modelo de gestão por excelência na procura de ganhos competitivos relevantes que permitam às empresas competir no mercado global, em todo o caso “não existem soluções globais, nem receitas iguais para todos”.
Por fazer ficou, ainda assim, a comparação entre o comportamento das empresas portuguesas com as suas congéneres europeias. O IAPMEI já aderiu ao projecto europeu BenchmarkingIndex, onde participarão para além de Portugal, a Alemanha, a Áustria, a Espanha, a Grécia, a Holanda, a Irlanda, a Itália e o Reino Unido.

### Hábitos de compra
- Consumidor Exigente:  O consumidor Português está cada vez mais exigente e cada vez mais, está informado sobre a qualidade do calçado e sua composição.
- Tempo: O factor tempo tornou-se uma mercadoria preciosa, por isso o Português faz tantas vezes compras no shopping, onde pode encontrar uma ampla e variada oferta.

No entanto, os consumidores Portugueses preferem  satisfazer as suas necessidades em lojas especializadas, onde o atendimento é mais personalizado.
- Pouco Impulsivo: o consumidor Português leva o seu tempo ao fazer a compra, pesquisar e comparar para encontrar o que melhor lhe convier, tendo

sempre presentes factores como preço e qualidade.
- Promoções e descontos: Presta especial atenção aos produtos em promoções ou saldo. A decisão entre um par de sapatos ou outro será sempre em função da oferta que tem na loja.

## Indústria do calçado no Brasil
Com a crescente industrialização, a confecção de calçados expandiu-se, barateando os preços. A implantação de rodovias facilitou ainda mais o acesso de melhores calçados à população. A evolução das cidades transformou as ruas de terra em vias calçadas que sujavam menos os pés, eliminando a necessidade do uso de calçados fechados o tempo todo, possibilitando a transformação do calçado em algo mais do que uma peça protetora.
Os sapatos ficaram mais abertos, deixando o peito do pé descoberto, e podiam ter alças em cima do pé e fechadas lateralmente ou tiras na parte traseira ou presas no tornozelo. O conforto era importante, por causa disso, os saltos não eram muito
altos, e permitiam dançar o jazz e o charleston com facilidade.
No começo do século XX a industrialização do Rio Grande do Sul, junto com a proximidade de matéria-prima, o couro, contribui para a criação de um polo coureiro-calçadista em Novo Hamburgo, dando início a várias indústrias como as de Pedro Adams Filho. A região em torno da cidade de Novo Hamburgo, chamada de Vale dos Sinos, hoje; pode ser considerada a "megalópole do calçado" do Brasil, concentrando mais de 20 municípios especializados na confecção de calçados femininos.
No decorrer do século XX, com a grande expansão industrial do Estado de São Paulo e o crescimento do país, surgiram novos polos calçadistas no Brasil, como o da cidade de Franca, especializado em calçados masculinos, a cidade de Jaú, especializado em calçados femininos e a cidade de Birigui, especializado em calçados infantis.
Vale lembrar que surgiram outros polos calçadistas em Minas Gerais, como Nova Serrana que passa a ser conhecida nacionalmente e internacionalmente como o polo do calçado esportivo no Brasil ,uma cidade situada no centro oeste mineiro com riquíssima qualidade e próxima a capital mineira Belo Horizonte. Já alguns anos depois foram criando também outras indústrias na área calçadistas nas cidades vizinhas como Divinópolis, Bom Despacho, Perdigão, São Gonçalo do Pará, fazendo assim com que Nova Serrana se tornasse o principal polo mineiro do calçado esportivo, vale lembrar que outros produtos ganharam seu destaque tais como os calçados femininos que se tornaram um maravilhoso produto de consumo das mulheres.[carece de fontes?]